# 미국 민주사회주의자들
미국 민주사회주의자들(美國 民主社會主義者, 영어: Democratic Socialists of America, DSA)은 미국의 민주사회주의를 표방하는 정치조직이다.

## 정책 및 이념

### 민주사회주의
웹 사이트 페이지 "민주주의 사회주의 란? Q & A"에서 DSA는 사회주의 비전을 최대 분산화를 기반으로 한 경제 시스템으로서 공공 소유 기업 및 근로자를 포함한 사회적 소유권 모델을지지 할 수 있는 소유 협동 조합. DSA는 민주적 계획과 시장 메커니즘의 조합을 선호하는 중앙 집중식 경제 계획을 거부한다.
사회적 소유권은 근로자 소유 협동 조합이나 근로자 및 소비자 대표가 관리하는 공공 소유 기업과 같은 다양한 형태를 취할 수 있다. 민주주의 사회 주의자들은 가능한 한 많은 분권화를 선호한다. 에너지 및 철강과 같은 산업에서 자본이 많이 집중되어 있으면 일부 형태의 국가 소유권이 필요할 수 있지만, 많은 소비재 산업이 협동 조합으로 운영되는 것이 가장 좋다. 민주주의 사회 주의자들은 전체 경제가 중앙에서 계획되어야한다는 신념을 오랫동안 거부 해왔다. 민주적 계획이 대중 교통, 주택 및 에너지와 같은 주요 사회적 투자를 형성 할 수 있다고 생각하지만 많은 소비재에 대한 수요를 결정하기 위해서는 시장 메커니즘이 필요하다.
DSA는 자본주의와 사기업이 즉시 사회주의로 대체 될 수 있다고 믿지 않기 때문에 정부 규제와 조직 된 노동을 사용하여 사기업이 공익에보다 책임을 갖도록하는 것이 유리하다.
단기적으로는 민간 기업을 제거할 수 없지만 민주적 통제를 강화할 수는 있다. 정부는 규정과 세금 인센티브를 사용하여 기업이 공익을 위해 행동하도록 장려하고 저임금 국가에 일자리를 수출하고 환경을 오염시키는 등 파괴적인 활동을 금지 할 수 있다. 기업의 책임을 유지하기위한 투쟁에서 공공의 압력은 또한 중요한 역할을 할 수 있다. 무엇보다도 사회주의자들은 개인 사업을 보다 책임감이 있는 노조를 찾는다.

#### 국제주의
2017 DSA 협약에서이 그룹은 사회주의 국제 (SI) 탈퇴를 발표했다. 결의안은 DSA가 "우리가 배울 수 있고 우리의 가치를 공유 할 수 있는 전 세계의 사회 주의자와 좌파 정당 및 사회 운동과의 직접적인 관계를 구축 할 것"이라고 밝혔다. 우리의 가치를 공유하고 많은 경우에 자국의 SI 계열사에 크게 반대하는 당사자 및 사회 운동과의 더 강력한 관계를 개발하기 위해 그것은 또한 팔레스타인 사람들의 원인과 보이콧, 투자 및 제재 운동으로 DSA의 연대를 공고히하는 결의안을 통과시켰다. "발언, 집회 및 학문의 자유를 자유롭게하는 것."[127] 결의안은 이스라엘의 행동을 아파 르트 헤이트와 비교하면서 더욱 비난했다.

##### 반파시즘
DSA는 스스로 반인종차별주의와 반파시스트 조직으로 자칭한다. 회원들은 버지니아주 샬로 츠빌에서 열린 연합 집회, 보스턴 자유 연설 집회 및 동맹 기념물 및 기념관 제거를 둘러싼 많은 다른 우익 집회에 대한 항의를 포함하여 다양한 반 파시스트 행진 및 시위에 참석했다. DSA는 세계 산업 노동자와 반파 운동에 관여하는 단체를 포함하여 미국에서 파시즘에 맞서 싸우는 다른 좌파 단체들과 함께 자리를 잡는다. 이 단체는 또한 미국내 반 파시스트 활동과 블랙 라이브스 매터 (Black Lives Matter)와 같은 단체의 활동에서 경찰이 출동하여 진압하는 것을 비난한다

###### 노동운동 및 여권주의
DSA는 오랫동안 미국 노동 운동의 지지자이자 수호자였으며 국제 노동자 연대의 증가를 주장했다. DSA는 모든 근로자에 대해 살 수있는 최저 임금을 믿지만,이 싸움은 지금까지만 진행되었으며보다 인간적인 경제 시스템을 구축하는 첫 단계 일뿐이다. 저임금을받는 직업조차도 건강상의 이점, 적절한 학교, 또는 퇴직을 위한 충분한 돈이 없기 때문에 실제로는 "일"하지 않는다. DSA 회원은 $ 15 시위를위한 싸움을 포함하여 전국에서 최저 임금을 높이기 위해 싸우고 있는 지지자와 활동적인 참가자였다.

## LGBT Rights (성소수자권리)
DSA는 동성애자의 편견과 자본주의적 착취를 연결하면서 LGBT 커뮤니티의 권리를 변호해 왔다. LGBTQIA+로 식별되는 모든 사람에 대한 평등한 권리와 보호, 주택, 직업, 교육, 공공 편의 시설 및 건강 관리에 대한 권리를 주장한다. DSA는 정체성(Identity)에 근거하여 가장 차별을받는 사람들은 여성과 흑인이 불균형하다는 것을 인정한다. DSA는 동성 혼인을 지지하며 공립학교가 LGBTQIA + 학생들에게 안전한 장소가 되고 학생들이 자신의 성별을 반영하는 시설에 완전히 접근 할 수 있도록 노력하고 있다고 한다.

## 시온주의에 대한 입장
오늘날의 DSA는 시온주의와 현재 형태의 이스라엘 국가에 반대하고 있으며, 그들을 제국주의자로 평가한다. 그러나 과거 DSA는 영국 노동당과 마찬가지로 이스라엘과 시온주의 단체들을 지지하거나 적극적으로 지원한 바 있다. 2018년, DSA 전 부회장이던 조앤 모트 (Jo-Ann Mort)는 이 단체에 대하여 "민주사회주의자이고 이스라엘에 우호적인 사람이라면 DSA가 당신을 환영한다."고 주장한 적도 있었다.

## 같이 보기
- 알렉산드리아 오카시오코르테스